# Kościół Franciszkański w Inowrocławiu
Kościół franciszkański w Inowrocławiu – kościół klasztorny, który znajdował się w Inowrocławiu na obecnym Placu Klasztornym. Zlikwidowany w 1818 i ostatecznie rozebrany w 1872 roku.

## Historia i architektura
Zbudowany po 1237 r. jako jeden z pierwszych w Polsce kościołów w stylu gotyckim. Do 1239 r. istniało prezbiterium z budynkiem klasztornym dochodzącym do południowej ściany pierwszego przęsła. Początkowo prawdopodobnie miał charakter kościoła salowego, nieco niższy (widoczny na rys. K. W. Kielisińskiego z 1840 r. fryz arkadowy na murze pierwszego przęsła około trzech metrów poniżej ówczesnego gzymsu okapowego), bez skarp, z lizenami w narożnikach. 
Sklepienie tylko nad pierwszym przęsłem, oparte na służkach. W trzeciej ćwierci XIII w. miała miejsce znaczna rozbudowa pierwotnego założenia, zakończona prawdopodobnie około 1271 roku, gdy w kościele pochowano księcia pomorskiego Warcisława. Do prezbiterium dobudowano wysoką nawę (do której nawiązali w tym samym czasie zależni od inowrocławskiego konwentu franciszkanie w Chełmnie), szerokości 16 metrów, składającą się z czterech przęseł, krytą płaskim stropem. Przebudowano także prezbiterium, które podwyższono, oskarpowano, wznosząc nowe sklepienia nad wszystkimi trzema przęsłami. Zachowano jednak dawne lizeny oraz fryz arkadowy, które przecinało od wschodu nowe szerokie i wysokie okno, w miejsce wcześniejszego rozwiązania (prawdopodobnie trzy mniejsze okna). Do nawy przy pierwszym przęśle wzniesiono nowe skrzydło klasztoru, za nim kolejny budynek wolnostojący. W późniejszym czasie wszystkie zabudowania klasztorne połączyło południowe skrzydło, równoległe do całego kościoła.
Kościół znacznie ucierpiał w roku 1431, podczas najazdu Krzyżaków. Wówczas zniszczone zostały sklepienia w prezbiterium, których z powodu naruszenia konstrukcji nigdy nie odbudowano. Do roku 1627 prezbiterium wraz z pierwszym przęsłem nawy oddzielone od reszty kościoła przez lektorium, drewnianą kurtynę, w której mieli prawo przebywać tylko mnisi, w nawie zaś wierni. Później na skutek postanowień soboru trydenckiego zakazujących lektoriów, zastąpiono je drewnianymi konstrukcjami, przy których znajdowały się małe ołtarzyki. W tym samym czasie wzniesiono renesansową kaplicę rodziny Włodków. Kościół uszkodzony przez potop szwedzki. Przed 1686 r. nastąpiła przebudowa dachu i szczytów nad nawą w stylu barokowym, od frontu wzniesiono emporę organową, a w niedalekiej odległości dzwonnicę z muru pruskiego. W początku XVIII w. w stylu barokowym przebudowano też dach i szczyt prezbiterium.
W ciągu XVIII w. kościół popadł w ruinę z powodu źle przeprowadzonych wcześniej prac remontowych. Przeprowadzano prace nad wzmocnieniem fundamentów. Ostatecznie przebudowę kościoła podjęto w roku 1765. Postanowiono o zachowaniu prezbiterium wraz z pierwszym przęsłem nawy, czyli części do dawnego lektorium. Miano wybudować nową ścianę szczytową od zachodu i wznieść kaplice po bokach pierwszego przęsła. Od wschodu dawnego prezbiterium zaplanowano wzniesienie nowego prezbiterium. Nad szczytem średniowiecznego prezbiterium miała wznosić się wysoka sygnaturka. Całość miała być sklepiona barokowo — w tym celu ściany miały być wzmocnione od wewnątrz przez ich obudowę. Plany te w znacznej mierze były zrealizowane w 1777 r. Wzniesiono kaplice, z których jedną nakryto kopułką, a także nowe prezbiterium, którego nie nakryto jeszcze dachem.
Franciszkanie wysyłali liczne prośby o ratunek dla kościoła do króla pruskiego, jak i wniosek do Berlina wraz z projektem sporządzonym przez budowniczego domeny pruskiej G. Dornsteina z roku 1777, który zachował się w Archiwum Państwowym w Bydgoszczy. Prośby te nie zostały spełnione i po kilku latach ostatni franciszkanie w Inowrocławiu usunęli ruiny nawy i niedokończone budowle kościelne, zachowując jedynie dawne średniowieczne prezbiterium, na którym na wzór wschodniego szczytu dobudowano szczyt zachodni.

### Likwidacja
Ostatecznie w 1818 r. konwent został zlikwidowany. Klasztor rozebrano, a dawne prezbiterium pełniło funkcje gospodarcze — m.in. umieszczono w nim olejarnię, która kilka razy się zapaliła. Wypalone mury w 1872 r. rozebrano. W latach 70. XX w. przeprowadzono badania archeologiczne, podczas których odkryto mury najstarszej części kościoła — prezbiterium i klasztoru. W roku 2010 odkryto pozostałości nawy i przylegającego do niej skrzydła klasztoru.